# Vernon Norwood
Vernon Norwood (ur. 10 kwietnia 1992 w Nowym Orleanie) – amerykański lekkoatleta specjalizujący się w biegach sprinterskich, czterokrotny medalista olimpijski oraz czterokrotny mistrz świata.
W 2014 zdobył złoto w sztafecie 4 × 400 metrów oraz brąz w biegu na 400 metrów podczas młodzieżowych mistrzostw NACAC. W trakcie mistrzostw świata w Pekinie biegł w eliminacjach sztafety 4 × 400 metrów – Norwood nie znalazł się w składzie na bieg finałowy, a jego koledzy z reprezentacji wywalczyli złoty medal. Złoty medalista halowych mistrzostw świata w biegu rozstawnym 4 × 400 metrów (2016) i srebrny z 2018. W 2019 zdobył złoto za bieg w eliminacjach biegu rozstawnego w trakcie mistrzostw świata w Dosze. W 2021 zdobył złoto i brąz w biegach sztafetowych podczas igrzysk olimpijskich w Tokio. Brązowy medalista mistrzostw świata w Eugene w mieszanym biegu rozstawnym. W trakcie tej imprezy zdobył także złoto za bieg w eliminacjach sztafety 4 × 400 metrów. Rok później w Budapeszcie wraz z kolegami z reprezentacji wywalczył mistrzostwo świata w biegu sztafetowym 4 × 400 metrów. Podczas drugich w karierze igrzysk olimpijskich zdobył złoto w sztafecie 4 × 400 metrów oraz srebro w mieszanym biegu rozstawnym 4 × 400 metrów.
Stawał na podium mistrzostw Stanów Zjednoczonych. Złoty medalista mistrzostw NCAA.

## Osiągnięcia
| Rok  | Impreza                       | Miejsce    | Konkurencja        | Lokata     | Wynik           |
| ---- | ----------------------------- | ---------- | ------------------ | ---------- | --------------- |
| 2014 | Młodzieżowe mistrzostwa NACAC | Kamloops   | bieg na 400 m      | 3. miejsce | 45,56           |
| 2014 | Młodzieżowe mistrzostwa NACAC | Kamloops   | sztafeta 4 × 400 m | 1. miejsce | 3:04,34         |
| 2015 | Mistrzostwa świata            | Pekin      | bieg na 400 m      | półfinał   | 45,07           |
| 2015 | Mistrzostwa świata            | Pekin      | sztafeta 4 × 400 m | 1. miejsce | 2:58,13 (elim.) |
| 2016 | Halowe mistrzostwa świata     | Portland   | bieg na 400 m      | eliminacje | DQ              |
| 2016 | Halowe mistrzostwa świata     | Portland   | sztafeta 4 × 400 m | 1. miejsce | 3:02,45         |
| 2018 | Halowe mistrzostwa świata     | Birmingham | sztafeta 4 × 400 m | 2. miejsce | 3:01,97         |
| 2019 | IAAF World Relays             | Jokohama   | sztafeta 4 × 200 m | 1. miejsce | 1:20,12         |
| 2019 | Mistrzostwa świata            | Doha       | bieg na 400 m      | półfinał   | 45,00           |
| 2019 | Mistrzostwa świata            | Doha       | sztafeta 4 × 400 m | 1. miejsce | 2:56,69 (elim.) |
| 2021 | Igrzyska olimpijskie          | Tokio      | sztafeta 4 × 400 m | 1. miejsce | 2:55,70 (elim.) |
| 2021 | Igrzyska olimpijskie          | Tokio      | sztafeta mieszana  | 3. miejsce | 3:10,22         |
| 2022 | Mistrzostwa świata            | Eugene     | sztafeta 4 × 400 m | 1. miejsce | 2:56,17 (elim.) |
| 2022 | Mistrzostwa świata            | Eugene     | sztafeta mieszana  | 3. miejsce | 3:10,16         |
| 2023 | Mistrzostwa świata            | Budapeszt  | bieg na 400 m      | 4. miejsce | 44,39           |
| 2023 | Mistrzostwa świata            | Budapeszt  | sztafeta 4 × 400 m | 1. miejsce | 2:57,31         |
| 2024 | Igrzyska olimpijskie          | Paryż      | sztafeta 4 × 400 m | 1. miejsce | 2:54,43         |
| 2024 | Igrzyska olimpijskie          | Paryż      | sztafeta mieszana  | 2. miejsce | 3:07,74         |

## Rekordy życiowe
- Bieg na 200 metrów – 20,30 (2021) / 20,20w (2022)
- Bieg na 400 metrów (stadion) – 44,10 (2024)
- Bieg na 400 metrów (hala) – 45,31 (2015)